# Premochtherus ravus
Premochtherus ravus är en tvåvingeart som beskrevs av Pavel Lehr 1996. Premochtherus ravus ingår i släktet Premochtherus och familjen rovflugor.
Artens utbredningsområde är Kazakstan. Inga underarter finns listade i Catalogue of Life.